# Alviso Diedo
Alviso Diedo (fallecido en 1466) fue un capitán veneciano del siglo xv, que participó en la caída de Constantinopla.

## Biografía
Después viajar por el Mar Negro donde lideró una flotilla de tres galeras de transporte en 1453, Alviso Diedo se dirigió a Constantinopla acompañado de Gabriele Trevisano quien dirigió las dos galeras ligeras encargadas de escoltarlo. Los dos capitanes prometieron ayudar al emperador bizantino Constantino XI en la defensa de la ciudad contra los otomanos. Durante el asedio, dirigió los barcos del puerto del Cuerno de Oro junto a su compatriota Gabriele Trevisano. En el momento de la caída de la ciudad el 29 de mayo, consiguió llegar a la colonia genovesa de Pera en un bote. Prometió a las autoridades de la ciudad que sus barcos estarían a su servicio. Las autoridades genovesas decidieron mantener su neutralidad y exigieron a Alviso Diedo abandonar la ciudad. Este último ordenó a sus hombres romper la cadena que bloqueaba el Cuerno de Oro y logró escapar con la mayoría de los barcos venecianos y algunos genoveses y bizantinos. Los marineros turcos, que estaban demasiado ocupados saqueando la ciudad, no pudieron evitar la huida de esta flotilla. Siendo su galera la primera en llegar a la ciudad de Venecia relató la batalla a las autoridades de la República. Aliviso murió en 1466 y está enterrado en la Basílica de San Juan y San Pablo. El relato de sus acciones en Constantinopla aparece en su lápida.